# Спутник-10
Спутник-10 — 12-й космический аппарат серии «Спутник», запущен 25 марта 1961 года — второй запуск модифицированного корабля ЗКА. Является кораблём-спутником № 5, прототипом пилотируемого корабля «Восток», с программой полёта, аналогичной «Спутник-9».
Географические координаты места посадки: 56°42′59″ с. ш. 54°22′26″ в. д..

## Экипаж
- собака Звёздочка;
- манекен, имитирующий космонавта;
- а также мыши, морские свинки, другие биологические объекты.

## Параметры полёта
- Масса: 4695 кг
- Перигей: 164 км
- Апогей: 230 км
- Наклонение: 64,9°
- Период: 88,42 минуты
- NSSDC ID: 1961-009A

## Детали полёта и приземления
Полёт космического корабля прошёл благополучно и завершился в штатном режиме.
Совершив один виток вокруг Земли (период обращения — 88,42 минуты), спускаемый аппарат с собакой Звёздочкой внутри успешно приземлился на парашюте.
Манекен, в соответствии с планом полёта, после отстрела крышки был катапультирован в кресле из спускаемой капсулы и также приземлился на парашюте.
Раздельное приземление на парашютах спускаемого аппарата и манекена было осуществлено в Пермской области, ныне в Чайковском районе, возле деревни Карша, в 45 километрах юго-восточнее Воткинска.
Звёздочка, которая находилась внутри капсулы, судя по лаю, была здорова.
Позже, недалеко от места приземления капсулы высадился десант поисково-спасательной группы. У обнаруженного корабля была установлена охрана, отдельные группы поисковиков приступили к поиску и сбору сброшенных перед посадкой деталей корабля, манекена и кресла, местонахождение которых уже было известно из сообщений жителей. Катапультируемое кресло, манекен, имитировавший человека, и сам корабль находились на значительном расстоянии друг от друга. Из-за плохой погоды поисковая группа и собака-космонавт заночевали на месте приземления корабля, а на следующее утро вернулись в Ижевск.
Запуск стал завершающей проверкой космического корабля перед полётом корабля «Восток-1» с человеком на борту. Отрабатывались система жизнеобеспечения и возвращения из космоса с мягким приземлением путем раздельного спуска на парашютах.
Звёздочка не была последней собакой, отправленной в космос; в 1966 году длительный орбитальный полёт совершили собаки Ветерок и Уголёк.

## Память
Спустя 25 лет, 12 апреля 1986 года, на автодороге Чайковский—Кукуштан, неподалёку от места приземления пятого космического корабля-спутника в память об этом событии установлен обелиск.
25 марта 2006 года в Ижевске открыт памятник собаке-космонавту Звёздочке в сквере на улице Молодёжной. Автор — ижевский скульптор Павел Медведев.
12 апреля 2011 года в Чайковском районе Пермского края, в деревне Карша, открыли памятник, посвящённый 50-летию Российской космонавтики. Памятник сделан из чёрного гранита с выгравированной на нём мордочкой собаки Звёздочки.
Крышка люка от капсулы спускаемого аппарата хранится в краеведческом музее города Чайковский.

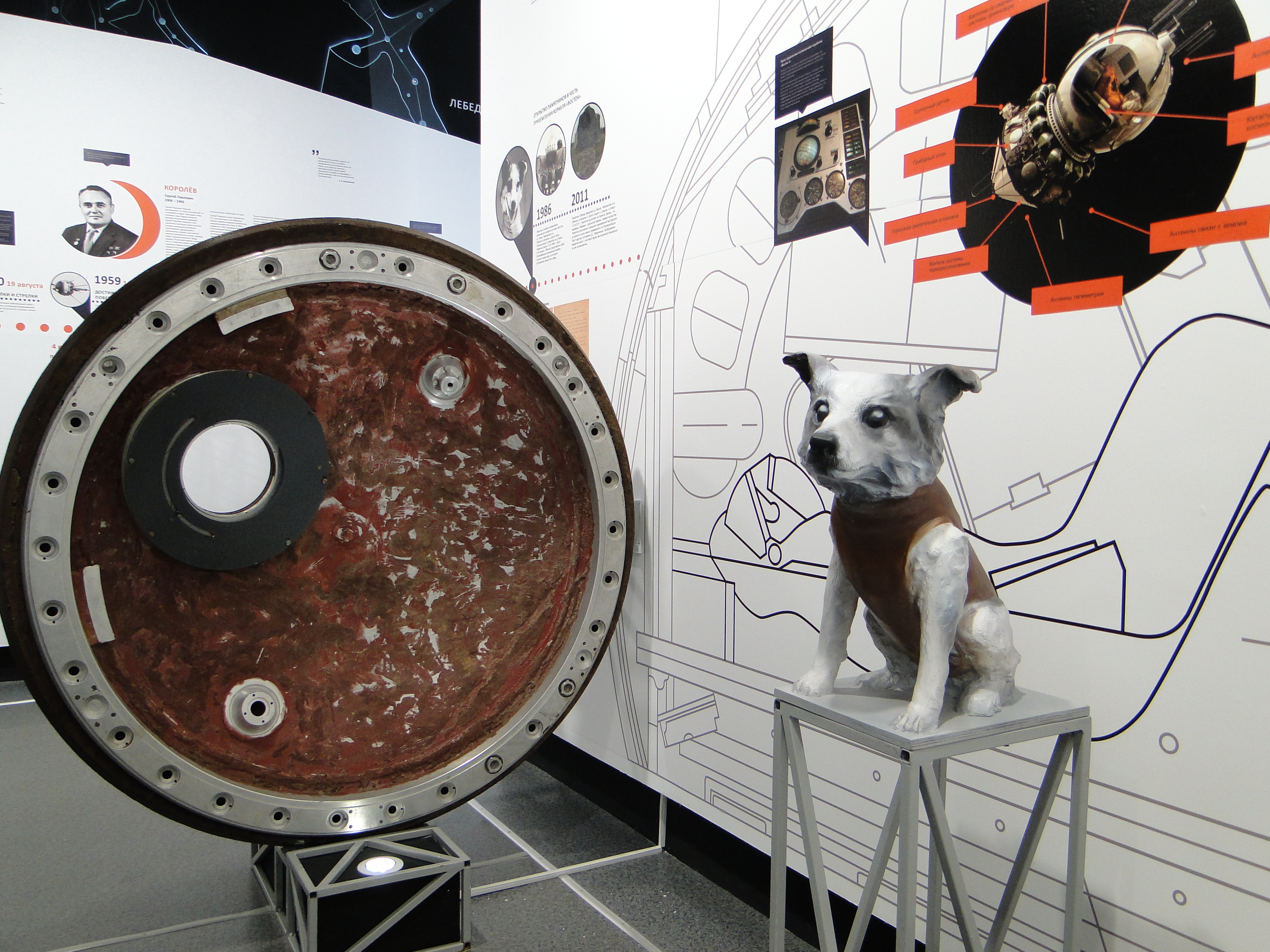
Крышка люка корабля-спутника Спутник-10 в музее
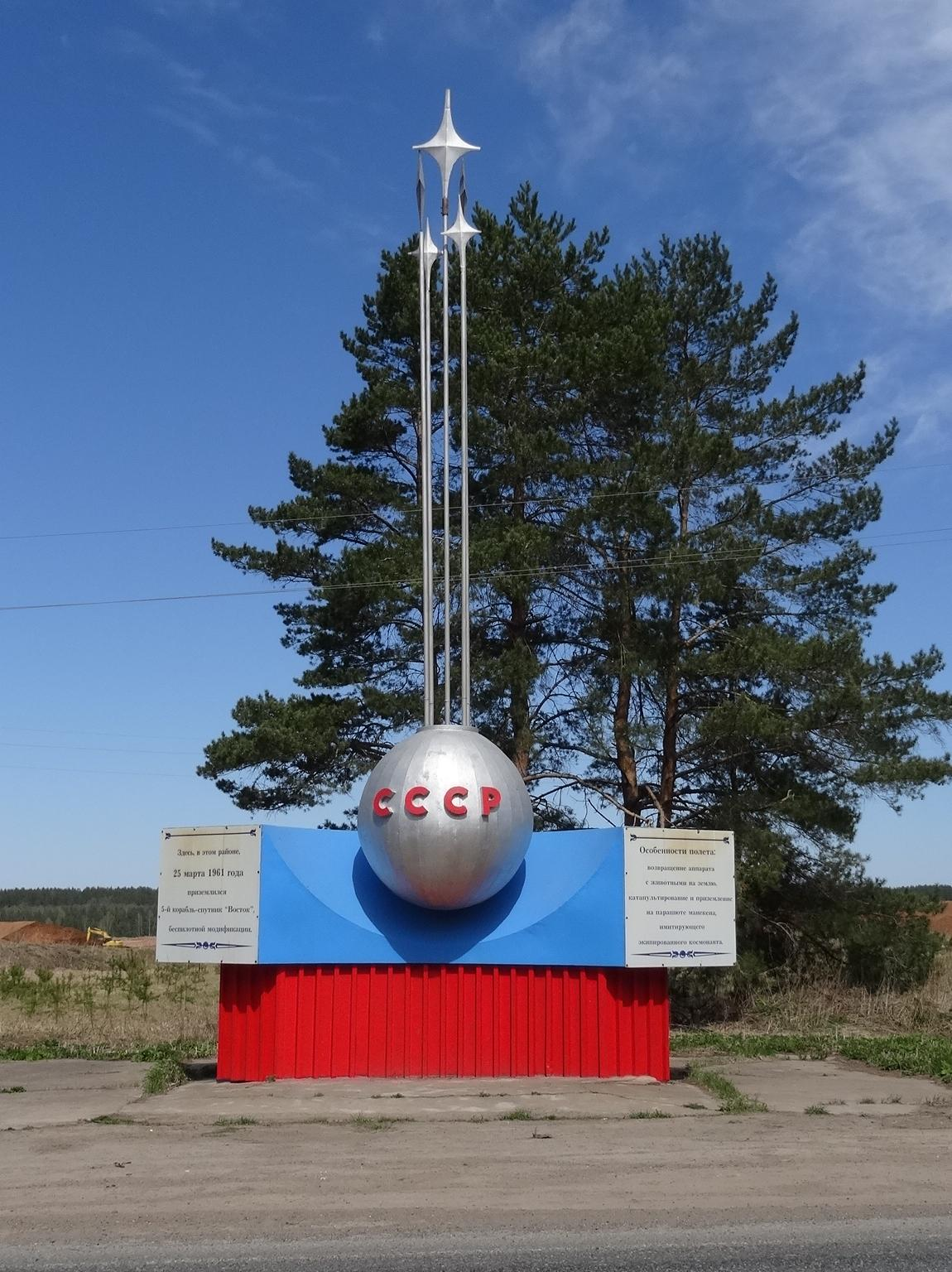
Стела около Чайковского на месте приземления спускаемого аппарата
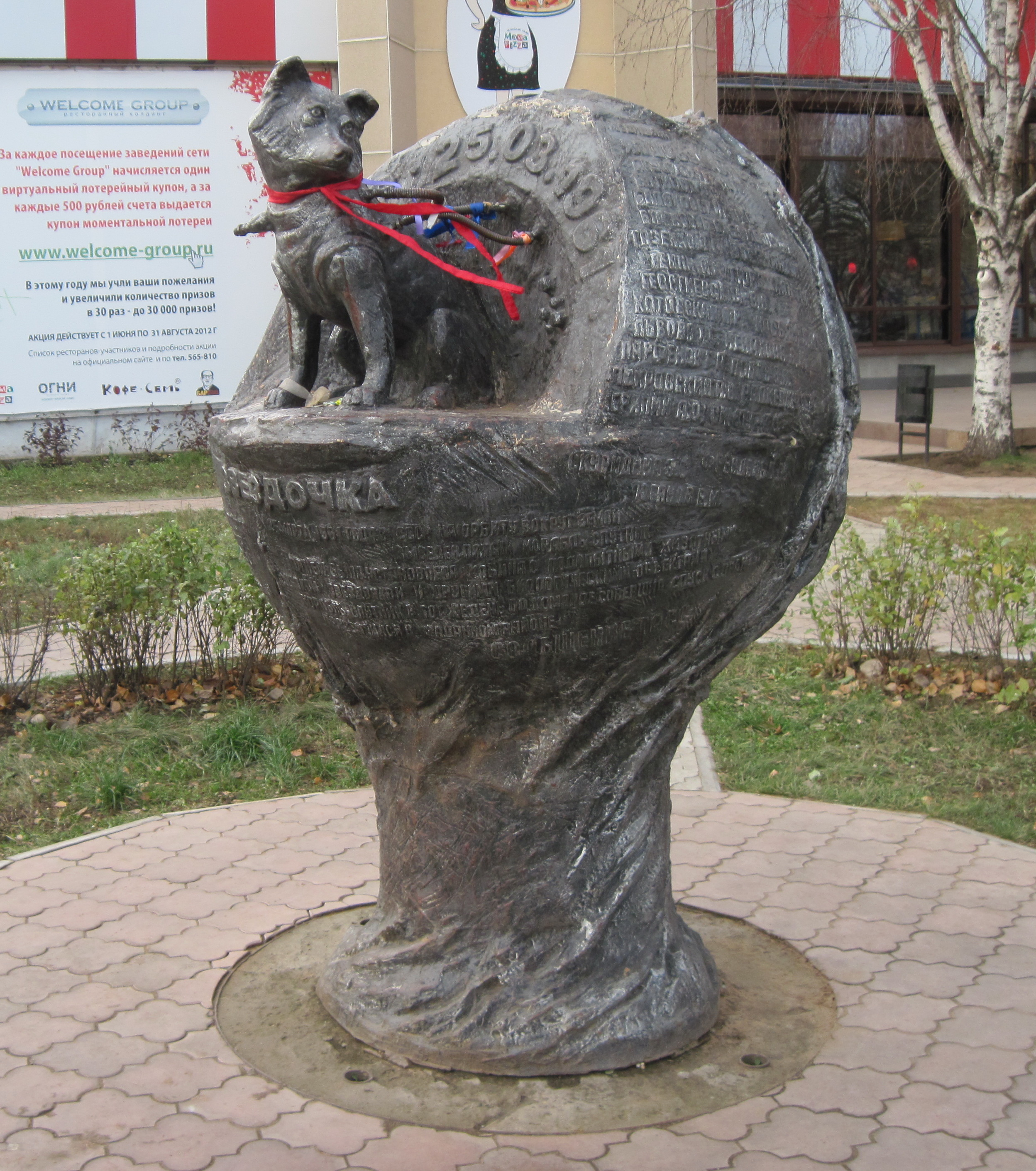
Памятник в Ижевске